# Gagea rigida
Gagea rigida är en liljeväxtart som beskrevs av Pierre Edmond Boissier och Wilhelm von Spruner. Gagea rigida ingår i Vårlökssläktet och i familjen liljeväxter. Inga underarter finns listade.